# Gentiana hirsuta
Gentiana hirsuta là một loài thực vật có hoa trong họ Long đởm. Loài này được Ma & E.W.Ma ex T.N.Ho mô tả khoa học đầu tiên năm 1984.